# 中國武狀元列表

## 唐朝武進士
序列；姓名；籍贯；年代；官职
1员半千 山东济南 680年（唐高宗永隆元年） 平原郡公正谏大夫左卫长史弘文馆学士左卫胄曹参军，充宣慰吐蕃使
2孙思观  辽宁辽阳 692年（武则天长寿元年）不详
3张仁愿  陕西渭南 702—704年间（武则天长安年间）韩国公宰相太子少傅兵部尚书殿中侍御史肃政台中丞检校幽州都督左屯卫大将军
4王修福  山西临汾 705—707年间（唐中宗神龙年间）洛邑府左果毅
5王仁皎 山西祁县 707年（唐中宗景龙年间）祁国公太仆卿左卫翊府中郎将上柱国开府仪同三司
6樊咏  山西永济 713—741年间（唐玄宗开元年间）兵部尚书
7裴敦复  山西闻喜 724年（唐玄宗开元十二年）刑部尚书吏部郎中中书舍人宣州刺史
8房自谦  山西闻喜 724年（唐玄宗开元十二年）不详
9郑防   山西闻喜 727年（唐玄宗开元十五年）不详
10樊衡  山西蒲州 727年（唐玄宗开元十五年）不详
11茹义忠  山西雁山 713—741年间（唐玄宗开元年间）汾州刺史
12杨若虚  不详  721年（唐玄宗开元九年）不详
13张仲宣  不详  721年（唐玄宗开元九年）不详
14元领   不详 721年（唐玄宗开元九年）不详
15马季龙  陕西扶风 721年（玄宗开元九年）刺史
16郭子仪  陕西华县 713—741年间（唐玄宗开元年间）汾阳郡王中书令宰相九原太守朔方节度使权倾天下而朝不忌，功盖一代而主不疑
17张重光  不详 735年（唐玄宗开元二十三年）不详
18崔园  北京 735年（唐玄宗开元二十三年）不详
19李广琛  不详 735年（唐玄宗开元二十三年）刺史
20令狐朝  不详 742年（唐玄宗天宝元年）不详
21来瑱  陕西邠县 约742－752年间（唐玄宗天宝年间）中书门下平章事
22李晟  甘肃临潭 唐朝中期 中书令西平郡王三镇节度使
23胡领  河北易县 754年（唐玄宗天宝十三年）参谋范阳军事
24王翃  山西太原 760年（唐肃宗上元元年）尚书右仆射
25夏侯审  不详 778年（唐德宗建中元年）侍御史校书郎参军
26郑儋  不详 780年（唐德宗建中元年高陵尉吏部郎中节度使
27平知和  不详 781年（唐德宗建中元年）不详
28凌正   不详 782年（唐德宗建中元年）不详
29周渭  不详 783年（唐德宗建中元年）监察御史殿中侍御史膳部员外郎祠部郎中
30丁悦  不详 784年（唐德宗建中元年）不详
31许贽  不详 785年（唐德宗贞元元年）不详
32樊泽  山西永济 唐朝后期 御史中丞官金部郎中行军司马节度使
33樊宗师  山西永济 808年（唐宪宗元和三年）太子舍人刺史谏议大夫
34吴思  不详 821年（唐穆宗长庆元年）不详
35李商卿  不详821年（唐穆宗长庆元年）不详
36裴俦  山西闻喜 825年（唐敬宗宝历元年）不详
37侯云章  不详  825年（唐敬宗宝历元年）不详
38郑冠    不详 828年（唐文宗大和二年）户部郎中中国历史上唯一的文状元、武进士全中的人。
39李式    不详 828年（唐文宗大和二年）不详
40舒贺   江西德兴 847年（唐宣宗大中元年）行营司马参军行营团练史节度使
41黄仁泽  福建福州 895年（唐昭宗乾宁二年）谏议大夫节度巡官

## 金國武状元
| 西曆   | 中曆     | 姓名       | 生卒年 | 籍貫 | 備註 |
| ------ | -------- | ---------- | ------ | ---- | ---- |
| 1218年 | 興定二年 | 温赫特额珠 |        |      |      |

## 明朝武状元
崇禎四年前並無武殿試，故武會試會元等同武狀元。
| 西曆   | 中曆         | 姓名   | 生卒年         | 籍貫                   | 備註                 |
| ------ | ------------ | ------ | -------------- | ---------------------- | -------------------- |
| 1469年 | 成化五年     | 劉良   | －             |                        | 或成化六年（1470年） |
| 1504年 | 弘治十七年   | 許泰   | －             |                        |                      |
| 1508年 | 正德三年     | 安國   | －             | 山西太原府太谷縣人     |                      |
| 1517年 | 正德十二年   | 王佐   | －             |                        |                      |
| 1523年 | 嘉靖二年     | 楊洲鶴 | －             | 雲南大理府雲南縣人     |                      |
| 1526年 | 嘉靖五年     | 孫堪   | 1482年－1553年 | 浙江紹興府餘姚縣人     |                      |
| 1529年 | 嘉靖八年     | 王浩   | －             |                        |                      |
| 1532年 | 嘉靖十一年   | 周乾   | －             | 南直隸應天府上元縣人   |                      |
| 1535年 | 嘉靖十四年   | 章黼   | －             | 直隸淮安衛人           |                      |
| 1538年 | 嘉靖十七年   | 楊霈   | －             | 大寧都司京衛人         |                      |
| 1544年 | 嘉靖二十三年 | 王世科 | －             | 浙江杭州府仁和縣人     |                      |
| 1547年 | 嘉靖二十六年 | 尹鳳   | 1523年－1598年 | 親軍指揮使司府軍後衛人 |                      |
| 1550年 | 嘉靖二十九年 | 袁吉   | －             | 南直隸應天府上元縣人   |                      |
| 1553年 | 嘉靖三十二年 | 文質   | －             | 南直隸應天府上元縣人   |                      |
| 1556年 | 嘉靖三十五年 | 周嶅   | －             | 浙江杭州府仁和縣人     |                      |
| 1559年 | 嘉靖三十八年 | 楊斌   | －             | 浙江寧波府鄞縣人       |                      |
| 1562年 | 嘉靖四十一年 | 陳彥   | －             | 河南河南府洛陽縣人     |                      |
| 1565年 | 嘉靖四十四年 | 程文范 | －             | 萬全都司懷安衛人       |                      |
| 1568年 | 隆慶二年     | 楊俊卿 | －             | 山西平陽府蒲州人       |                      |
| 1571年 | 隆慶五年     | 謝天祐 | －             |                        |                      |
| 1574年 | 萬曆二年     | 袁自章 | －             |                        |                      |
| 1577年 | 萬曆五年     | 張大德 | －             |                        |                      |
| 1580年 | 萬曆八年     | 董永燧 | －             | 南直隸應天府上元縣人   |                      |
| 1583年 | 萬曆十一年   | 解元   | －             | 南直隸應天府上元縣人   |                      |
| 1586年 | 萬曆十四年   | 陳大猷 | －             | 南直隸蘇州府吳縣人     |                      |
| 1589年 | 萬曆十七年   | 趙紳   | －             | 留守前衛人             |                      |
| 1592年 | 萬曆二十年   | 顧鳳翔 | －             | 南直隸松江府青浦縣人   | 葉允武？             |
| 1598年 | 萬曆二十六年 | 王名世 | －             | 浙江溫州府永嘉縣人     |                      |
| 1601年 | 萬曆二十九年 | 黃鉞   | －             | 浙江紹興府上虞縣人     |                      |
| 1604年 | 萬曆三十二年 | 張神武 | －             | 江西南昌府新建縣人     |                      |
| 1607年 | 萬曆三十五年 | 莊安世 | －             | 福建泉州府晉江縣人     |                      |
| 1610年 | 萬曆三十八年 | 謝弘儀 | －             | 浙江紹興府會稽縣人     |                      |
| 1613年 | 萬曆四十一年 | 顧景元 | －             | 浙江紹興府上虞縣人     |                      |
| 1616年 | 萬曆四十四年 | 方儀鳳 | －             | 南直隸池州府貴池縣人   |                      |
| 1619年 | 萬曆四十七年 | 陳廷對 | －             | 福建福州府閩縣人       |                      |
| 1622年 | 天啟二年     | 鄭維城 | －             | 湖廣寶慶府武岡州人     |                      |
| 1625年 | 天啟五年     | 姚萬憲 | －             | 浙江紹興府會稽縣人     |                      |
| 1628年 | 崇禎元年     | 朱可貞 | －             | 廣東廣州府順德縣人     |                      |
| 1631年 | 崇禎四年     | 王來聘 | －             | 安徽安慶府懷寧縣人     |                      |
| 1634年 | 崇禎七年     | 潘雲騰 | －             | 陝西都司漢中衛人       |                      |
| 1637年 | 崇禎十年     | 文武   | －             | 江西九江府德化縣人     |                      |
| 1640年 | 崇禎十三年   | 劉天駟 | －1646年       | 江西南昌府新建縣人     |                      |
| 1643年 | 崇禎十六年   | 黃賡   | 1617年－       | 南直隸徽州府休寧縣人   |                      |

## 大西國武状元
| 西曆   | 中曆     | 姓名   | 生卒年 | 籍貫       | 備註 |
| ------ | -------- | ------ | ------ | ---------- | ---- |
| 1644年 | 大順元年 | 張大受 | ─      | 成都华阳县 |      |